# Калиновий Гай (село)
Калиновий Гай (колишня назва Добрий кут) — село в Україні, у Курненській сільській територіальній громаді Житомирського району Житомирської області. Населення становить 44 особи (2001).

## Населення

### Мова
Розподіл населення за рідною мовою за даними перепису 2001 року:
| Мова       | Кількість | Відсоток |
| ---------- | --------- | -------- |
| українська | 44        | 100 %    |

## Історія
У 1853 році село мало назву Добрий Кут, мешканці села були парафіянами Пулинського костелу.
У 1906 році — село Добрий Кут Пулинської волості Житомирського повіту Волинської губернії. Відстань від повітового міста 40 верст, від волості 14. Дворів 22, мешканців 167. У німецькій колонії (розташовувалась ближче до Павлівки) — 38 дворів, 235 чоловік.
Церковний прихід село Стрибіж. Лютеранська кірха — Житомир.
З 1939 року колонія стає селищем. Село ж перейменоване 8 квітня 1963 року на Калиновий Гай. Проте, у травні 1983 року ліквідоване.
1 серпня 2017 року увійшло до складу новоутвореної Курненської сільської територіальної громади Пулинського району Житомирської області. Від 19 липня 2020 року, разом з громадою, в складі новоствореного Житомирського району Житомирської області.